# 安西娅·飞利浦
安西娅·飞利浦（Anthea Phillipps，1956年6月3日—）为英国植物学家。飞利浦在婆罗洲沙巴度过了童年。她获得了英国杜伦大学（University of Durham）的植物学学位。她曾在沙巴博物馆工作。1980年至1987年她来到沙巴公园信托局担任公园生态学家，研究杜鹃花和猪笼草。她生活在沙巴州首府亚庇，并嫁给了安东尼·兰姆（Anthony Lamb），有两个孩子：塞丽娜·兰博（Serena·lamb）和亚历山大·兰博（Alexander Lamb）。
安西娅·飞利浦创作与合作的著作主要包括：
- 《沙巴公园指南》（A Guide to the Parks of Sabah，1988）
- 《沙巴的杜鹃》（Rhododendrons of Sabah，1988，与安东尼·兰姆、乔治·阿金特和S·科莱尼特合著）
- 《婆罗洲的猪笼草》（Pitcher-Plants of Borneo，1996，与安东尼·兰姆合著）
- 《婆罗洲京那峇鲁山峰》（Kinabalu - Summit of Borneo，1996，与K·M·Wong合著）
- 《马来西亚婆罗洲，沙巴，京那峇鲁公园》（Kinabalu Park, Sabah, Malaysian Borneo，2000，与弗朗西斯·廖合著）
- 《马来西亚婆罗洲，沙巴的杜鹃》（The Rhododendrons of Sabah, Malaysian Borneo，2007，与乔治·阿金特和安东尼·兰姆合著）